# Tudor Arghezi

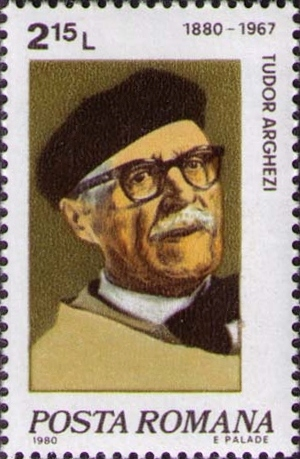
Porträtt av Tudor Arghezi på ett rumänskt frimärke 1980.

Tudor Arghezi, född Ion N. Theodorescu 1880, död 1967, var en rumänsk poet.
Tudor Arghezi anses vara en av Rumäniens främsta och mest inflytelserika poeter. Han var till en början symbolist men utvecklades till modernist, samtidigt som han behöll sin förankring i den rumänska litterära traditionen. Arghezi skrev även flera modernistiska romaner som påverkat yngre generationer av rumänska författare. Eftersom Arghezi stannade kvar i Rumänien blev han inte lika internationellt känd som sina samtida kollegor som flyttade till Paris, men  efter andra världskriget fick han ett internationellt erkännande efter översättningar till italienska och spanska av  Salvatore Quasimodo, Rafael Alberti och Pablo Neruda. På grund av sina politiska pamfletter var Arghezi ofta kontroversiell i hemlandet och hans verk var under flera perioder förbjudna.